# جوبالند
جوبالند
(به سومالیایی: Jubbaland) (به عربی: جوبالاند)، با نام رسمی دولت جوبالند سومالی
(به سومالیایی: Dawlad Goboleedka Jubbaland ee Soomaaliya) (به عربی: ولاية أرض جوبا في الصومال)، یک منطقهٔ خودمختار در جنوب سومالی است.

## تاریخچه
ناحیه خودمختار جوبالند واقع در جنوب سومالی است که ساکنان آن سه سال پیش، دولت منطقه‌ای جدید در این ناحیه تأسیس کردند که بندر مهم کیسمایو Kismayo مهم‌ترین شهر آن است.
ناحیه جوبا در زمان حاکمیت استعمار انگلیس، جزو مناطق تحت‌الحمایه استعمار در شرق آفریقا محسوب می‌شد. روز یکم ژوئیه سال ۱۹۶۰ همزمان با دوران استقلال اغلب کشورهای آفریقایی، ناحیه جوبالند بانضمام سومالی تحت‌الحمایه انگلیس و ناحیه‌ای از سومالی که تحت سلطه استعمارگران ایتالیایی بود، متحد و یکپارچه شدند و جمهوری مستقل سومالی را تشکیل دادند.
بعد از سقوط رژیم دیکتاتوری محمد زیادباره در سال ۱۹۹۱ و حاکمیت هرج و مرج و درگیری‌های جنگ سالاران در جنگ داخلی سومالی، ناحیه جوبالند، کانون جنگ بود.
اواخر سال ۲۰۰۶ شبه نظامیان اتحادیه محاکم شریعت اسلامی، کنترل ناحیه جوبا را در اختیار گرفتند. این وضعیت تا سال ۲۰۱۰ که ساکنان جوبا اعلام خودمختاری کردند، ادامه یافت.
پس از آن ساکنان جوبالند، با تقلید از الگوی خودمختاری در سومالی‌لند Somaliland و پانتلند Puntland روز سوم آوریل سال ۲۰۱۱ به‌طور یک جانبه اعلام استقلال کردند. سومالی‌لند و پانتلند در شمال سومالی واقع شده‌اند، اما با وجود اعلام خودمختاری، هنوز سازمان ملل، اتحادیه آفریقا و سران کشورهای آفریقایی، استقلال آن‌ها را به رسمیت نشناخته‌اند.
با این حال، ساکنان ناحیه جوبالند ضمن تأکید بر جدایی از دولت مرکزی سومالی، نام آزانیا Azania را برگزیده بودند. این نام به پیشینه تاریخی ناحیه جوبالند بازمی‌گردد که حدود دو هزارو پانصد سال قبل، دریانوردان مصری، نام ازانیا را بر سواحل جنوبی سومالی گذارده بودند.
سرانجام، دو سال و اندی بعد از آن که ساکنان جوبالند همچنان بر خود مختاری و جدایی از دولت مرکزی مستقر در موگادیشو، پایتخت سومالی اصرار کردند،

## کنفرانس تأسیس ناحیه حوبالند
روز ۲۸ فوریه ۲۰۱۳ پانصد نماینده اعزامی از بندر کیسمایو در کنفرانس مربوط به تأسیس ناحیه جوبالند بحث و گفتگو کردند. دراین کنفرانس، سیاستمداران ارشد سومالی همچون عبدالرشید علی شرماکه نخست وزیرسابق حضور داشتند. نمایندگان در کنفرانس کیسمایو، متن پیش‌نویس قانون اساسی جوبالند را تنظیم کردند که با اکثریت آرا، تصویب شد. سرانجام روز ۲۹ اوت سال ۲۰۱۳ دولت خودمختار جوبالند، از امضای توافق آشتی ملی با دولت سومالی در آدیس آبابا خبر داد. طبق این توافق، دولت موقت جوبالند مدت دو سال اداره امور این منطقه را برعهده خواهد داشت. احمد محمد اسلام رئیس‌جمهوری قدیمی جوبالند، ضمن انتصاب سه نماینده شورای اجرایی جدید، بر کار آن نظارت خواهد کرد. یکپارچگی ارتش جوبالند تحت فرماندهی روسای ارتش ملی سومالی از مفاد این توافق‌نامه است. نیکلاس کی Kay نماینده ویژه سازمان ملل در سومالی، توافق‌نامه اخیر در آدیس آبابا را تحول عمده‌ای در حیات سومالی دانسته که در تعیین آینده این کشور شاخ آفریقا، نقش مهمی ایفا خواهدکرد. کمیسیون اجرایی اتحادیه آفریقا، نهاد منطقه‌ای شش کشور شرق آفریقا (ایگاد) EGAD، سازمان ملل و اتحادیه اروپا نیز از امضای توافق‌نامه بین دولت سومالی و دولت خودمختار جوبالند، استقبال کرده‌اند. در همین حال، ترور نافرجام احمد محمد اسلام رئیس‌جمهوری جوبالند در روز ۱۲ سپتامبر، از نارضایتی برخی جناح‌ها از به رسمیت شناختن ناحیه خودمختار جوبالند، حکایت می‌کند. گروه الشباب، در شبکه اجتماعی اینترنت، مسئولیت این ترور را برعهده گرفته است. .

## نگارخانه

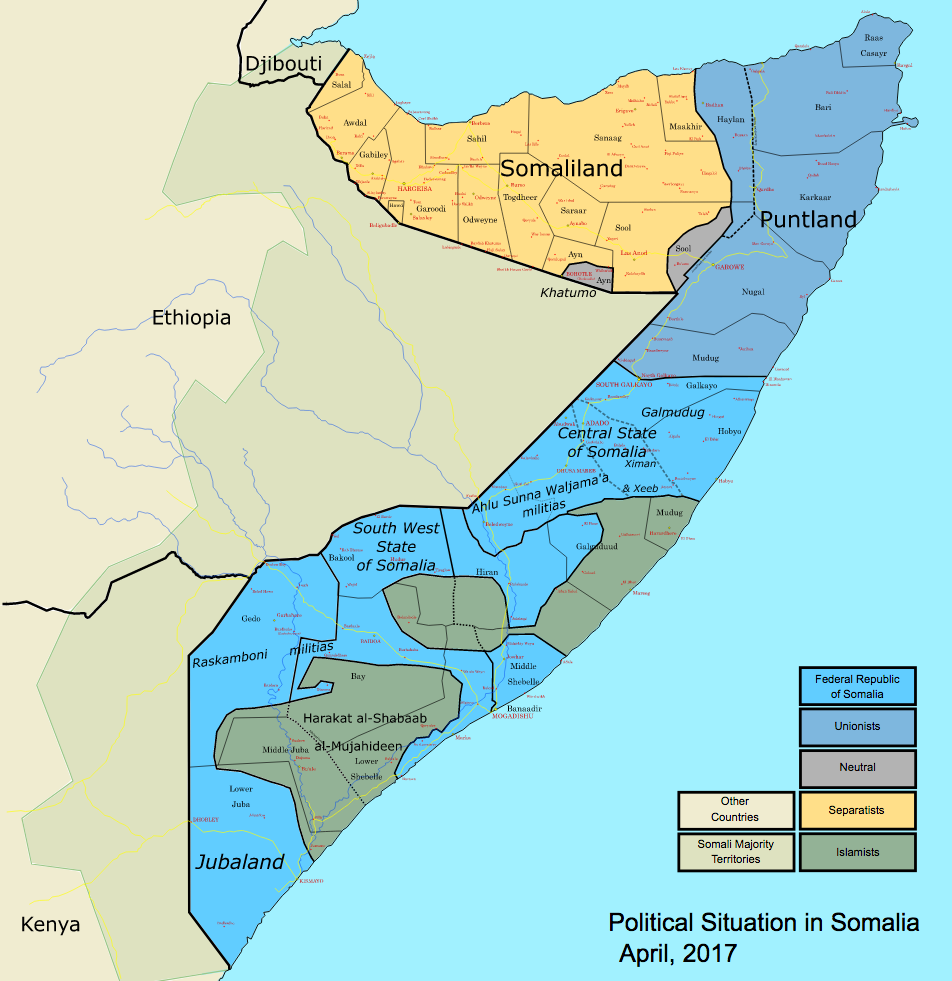
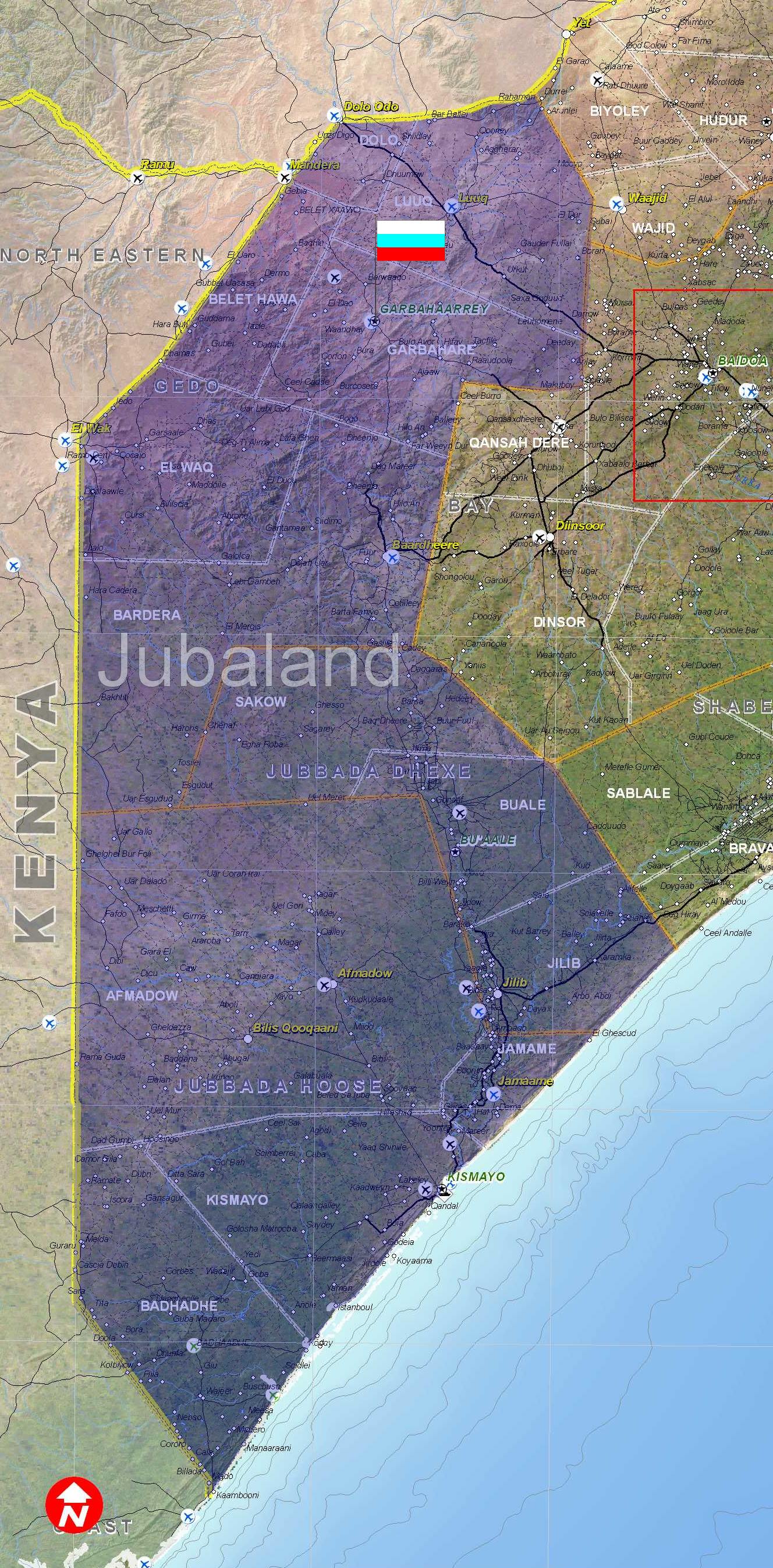
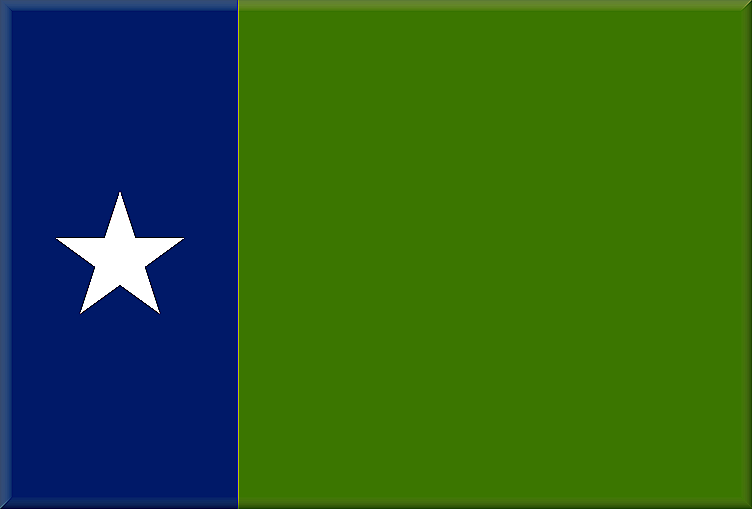